# 湾水镇
湾水镇，是中华人民共和国贵州省黔东南苗族侗族自治州凯里市下辖的一个乡镇级行政单位。位于贵州凯里市北面，镇政府驻地距市中心37 公里，是92年经省人民政府批准建立的新镇，地跨重安江两岸。东邻旁海镇，南接湾溪街道，西抵龙场镇和大风洞乡，北界黄平县，镇内有桐木寨站、加劳站两个火车站，水路、陆路交通便利。

## 行政区划
湾水镇下辖以下地区：
湾水社区、湾水村、依友村、江口村、王司公村、岩寨村、岩庄村、甘田村、格种村、桐木村、米薅村、长坡村、笔书村、洪溪村、曲江村、翁当村、里仁村和鱼良村。